# Darracq-Serpollet

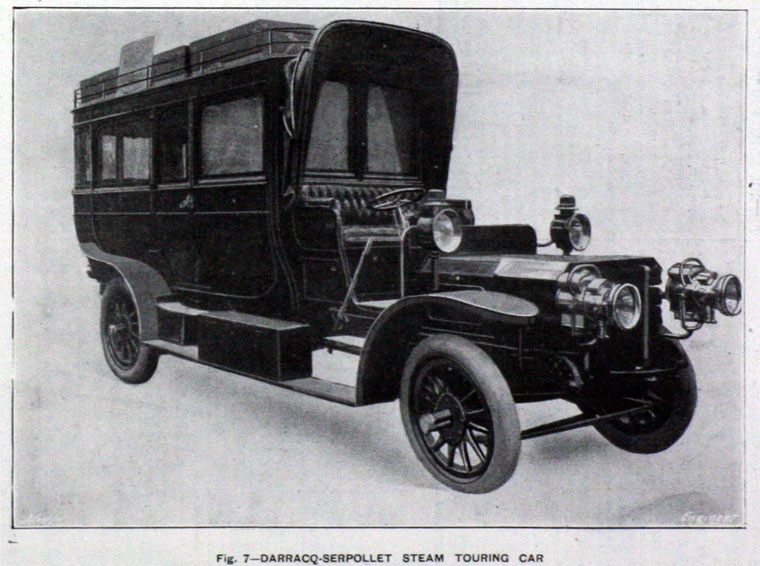
Omnibus

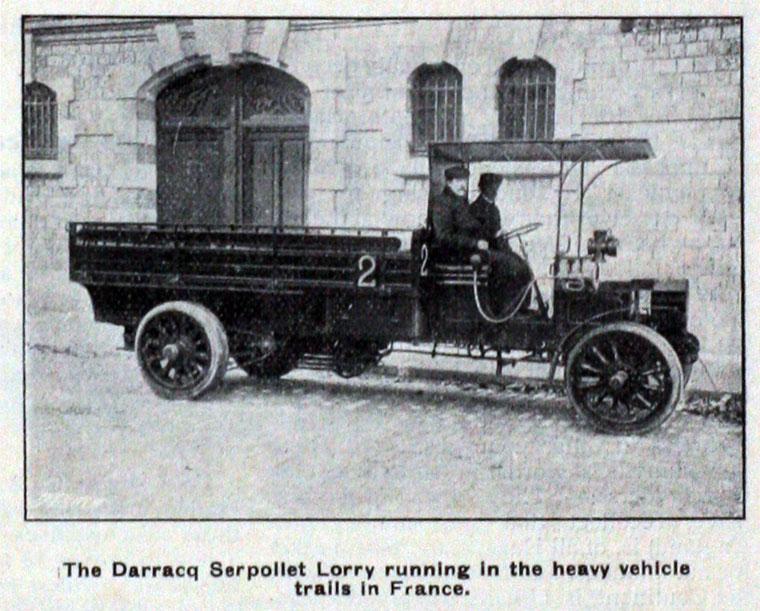
Lkw

Darracq-Serpollet et Cie. war ein französisches Unternehmen der Automobilindustrie.

## Unternehmensgeschichte
Alexandre Darracq und Léon Serpollet gründeten das Unternehmen im Mai 1906 in Paris. Das Werk war in Suresnes. Im selben Jahr begann die Produktion von Nutzfahrzeugen. Der Markenname lautete Darracq-Serpollet. Der Tod von Serpollet 1907 brachte Probleme. 1912 endete die Produktion. Das Unternehmen wurde liquidiert. Insgesamt wurden nur ein paar Dutzend Fahrzeuge gefertigt. Es gab eine Verbindung zur Darracq-Serpollet Omnibus Company aus London, die ebenfalls Omnibusse herstellte.

## Fahrzeuge
Im Angebot standen Dampfwagen. Sie entstanden nach Entwürfen von Léon Serpollet und hatten einen Dampfmotor. Überwiegend wurden Omnibusse hergestellt. Unter anderem die Metropolitan Steam Omnibus Company aus London nahm Fahrzeuge ab.
Außerdem wurden Lastkraftwagen gefertigt.
Das französische Militär war an den Lastkraftwagen von Darracq-Serpollet interessiert. Die Fahrzeuge nahmen an mehrern Erprobungsfahrten erfolgreich teil.